# Scaptomyza hirsuta
Scaptomyza hirsuta är en tvåvingeart som beskrevs av Wheeler 1949. Scaptomyza hirsuta ingår i släktet Scaptomyza och familjen daggflugor. Inga underarter finns listade i Catalogue of Life.